# Сінярка
Сіня́рка (рос. Синярка) — річка в Росії, права притока річки Люга. Протікає по території Кізнерського району Удмуртії.
Річка починається на південний схід від села Гучин-Бодья. Протікає на південь та південний схід. Впадає до річки Люга південніше селища Кізнер.
Довжина річки — 14 км. Висота витоку — 174 м, висота гирла — 70 м, похил річки — 7,4 м/км.
На річці розташоване село Сіняр-Бодья. У верхній течії збудовано автомобільний міст.
За даними Федерального агентства водних ресурсів річка має такі дані:
- Код річки в державному водному реєстрі — 10010300612111100040462
- Код по гідрологічній вивченості — 111104046
- Код басейну — 10.01.03.006